# Козлов Михайло Степанович
Михайло Степанович Козлов (нар. 9 (21) січня 1885, Твер — пом. 28 липня 1964, Москва) — радянський футболіст і футбольний тренер.

## Біографія
Як гравець виступав за аматорські клуби Твері. У 20-х роках XX століття був тренером збірної СРСР з футболу (збірна проводила епізодичні матчі). Найбільше досягнення на тренерський роботі, золоті нагороди московського «Спартака» осіннього чемпіонату СРСР. Після цього успіху працював головою Всесоюзної секції футболу (СРСР).